# Lijst van Brachycephalidae
Onderstaand een lijst van alle soorten kikkers uit de familie Brachycephalidae. De lijst is gebaseerd op Amphibian Species of the World.
- Soort Brachycephalus alipioi
- Soort Brachycephalus atelopoide
- Soort Brachycephalus auroguttatus
- Soort Brachycephalus boticario
- Soort Brachycephalus brunneus
- Soort Brachycephalus bufonoides
- Soort Brachycephalus crispus
- Soort Brachycephalus didactylus
- Soort Brachycephalus ephippium
- Soort Brachycephalus ferruginus
- Soort Brachycephalus fuscolineatus
- Soort Brachycephalus garbeanus
- Soort Brachycephalus guarani
- Soort Brachycephalus hermogenesi
- Soort Brachycephalus izecksohni
- Soort Brachycephalus leopardus
- Soort Brachycephalus margaritatus
- Soort Brachycephalus mariaeterezae
- Soort Brachycephalus nodoterga
- Soort Brachycephalus olivaceus
- Soort Brachycephalus pernix
- Soort Brachycephalus pitanga
- Soort Brachycephalus pombali
- Soort Brachycephalus pulex
- Soort Brachycephalus quiririensis
- Soort Brachycephalus sulfuratus
- Soort Brachycephalus toby
- Soort Brachycephalus tridactylus
- Soort Brachycephalus verrucosus
- Soort Brachycephalus vertebralis
- Soort Ischnocnema abdita
- Soort Ischnocnema bolbodactyla
- Soort Ischnocnema concolor
- Soort Ischnocnema epipeda
- Soort Ischnocnema erythromera
- Soort Ischnocnema gehrti
- Soort Ischnocnema gualteri
- Soort Ischnocnema guentheri
- Soort Ischnocnema henselii
- Soort Ischnocnema hoehnei
- Soort Ischnocnema holti
- Soort Ischnocnema izecksohni
- Soort Ischnocnema juipoca
- Soort Ischnocnema karst
- Soort Ischnocnema lactea
- Soort Ischnocnema manezinho
- Soort Ischnocnema melanopygia
- Soort Ischnocnema nanahallux
- Soort Ischnocnema nasuta
- Soort Ischnocnema nigriventris
- Soort Ischnocnema octavioi
- Soort Ischnocnema oea
- Soort Ischnocnema paranaensis
- Soort Ischnocnema parva
- Soort Ischnocnema penaxavantinho
- Soort Ischnocnema pusilla
- Soort Ischnocnema randorum
- Soort Ischnocnema sambaqui
- Soort Ischnocnema spanios
- Soort Ischnocnema surda
- Soort Ischnocnema venancioi
- Soort Ischnocnema verrucosa
- Soort Ischnocnema vizottoi